# 조령 산불됴심 표석
조령 산불됴심 표석(鳥嶺 山-操心 標石)은 산불을 경계하기 위하여 조선 후기에 세워진 것으로 추정되는 돌비석이다. 대한민국 경상북도 문경시 문경읍 상초리의 문경새재 조령(鳥嶺)에 소재한다. 1990년 8월 7일 경상북도의 문화재자료 제226호로 지정되었다.
세종대왕의 한글 창제 이후 한말까지 세워진 비석 중 유일하게 한글로만 새겨진 비석이다.